# La Chasse sanglante
Ne doit pas être confondu avec Chasse sanglante.
Pour plus de détails, voir Fiche technique et Distribution.
La Chasse sanglante ou La chasse est ouverte (anglais : Open Season - espagnol : Los cazadores) est un film d'horreur hispano-suisse de Peter Collinson sorti en 1974. 
Premier film à être classé X pour incitation à la violence en avril 1976, il sort en vidéo en 1981 dans la collection Les Films que vous ne verrez jamais à la télévision chez René Chateau. Après la levée du classement X en octobre 1981, le film sort en salles en France (seulement en province) le 18 août 1982, avec une simple interdiction aux moins de 18 ans.
Le scénario et ses ambiances et thématiques rappellent un précédent film de Peter Collinson, La Nuit des alligators (The Penthouse), tourné en 1967.

## Synopsis
Trois vétérans du Viêt Nam, accusés, non condamnés pour viol, partent pour deux semaines de vacances. En route, ils enlèvent un couple illégitime, Martin et sa maîtresse Nancy, et les emmènent dans une cabane de chasse, dans un coin reculé des Rocheuses. Le couple est progressivement avili, torturé, exposé à une brutalité autant physique que psychologique. 
Un beau matin, Martin et Nancy se croient libérés. Ils déchantent rapidement en comprenant qu'ils sont le gibier d'une chasse à l'homme.

## Fiche technique
- Titre original : Open Season ; Los cazadores
- Titre français : La Chasse sanglante (titre vidéo) ; La chasse est ouverte (ressortie cinéma)
- Réalisation : Peter Collinson
- Scénario : David D. Osborn, Liz Charles Williams d'après le roman de David Osborn
- Direction artistique : Gil Parrondo
- Décors : Gil Parrondo
- Costumes :  Martín Díaz, Tony Pueo
- Photographie : Fernando Arribas
- Montage : Alan Pattillo
- Musique : Ruggero Cini
- Production : José Antonio Sainz de Vicuña
- Sociétés de production :  Arpa Productions
- Pays d'origine :  Espagne,  Suisse
- Langue : anglais
- Genre : horreur
- Format : Couleur (Eastmancolor) - 35 mm (Panavision) - 2,35:1 - son mono
- Durée : 106 minutes
- Dates de sortie : 
  - États-Unis :  août 1974
  - Espagne : 28 octobre 1974
  - France : 18 août 1982

## Distribution
- Peter Fonda (VF : Guy Chapellier) : Ken
- Cornelia Sharpe (VF : Nicole Favart) : Nancy Stillman
- John Phillip Law (VF : José Luccioni) : Greg
- Richard Lynch (VF : Joël Martineau) : Art
- Alberto de Mendoza (VF : Michel Paulin) : Martin
- William Holden (VF : Henry Djanik) : Hal Wolkowski
- Helga Liné : Sue
- William Layton (VF : Jean Violette) : Le procureur

## Production

### Lieux de tournage
Le tournage a eu lieu en Espagne et au Royaume-Uni.